# BMW E21
A BMW E21 a BMW 3-as sorozatú kompakt executive autók első generációja, amelyeket 1975 júniusától 1983-ig gyártottak és a BMW 02-es sorozat váltotta fel.
A kezdeti modelleket kétajtós szedán karosszériában gyártották, négyhengeres benzinmotorokkal. Az üzemanyag-befecskendezett motorokat 1975 végén, a hathengereseket pedig 1977-ben vezették be. [4] A Baur által gyártott kabrió karosszériát 1978 és 1981 között gyártották.
Az E21-es generációhoz nem volt BMW M3-as modell, de számos, korlátozott példányszámú modellt gyártottak a legnagyobb motorral, a hathengeres 323i modell alapján. Az E21-et 1982-ben az E30 3-as sorozat váltotta fel.

## Motorok
| Modell    | Évek      | Fényszórók | Motor                 | Teljesítmény                  | Nyomaték                         |
| --------- | --------- | ---------- | --------------------- | ----------------------------- | -------------------------------- |
| 315       | 1981–1983 | Single     | M10 (M98) carb I4     | 55 kW (74 bhp) at 5,800 rpm   | 110 N⋅m (81 lb⋅ft) at 3,200 rpm  |
| 316       | 1975–1980 | Single     | M10 (M41) carb I4     | 66 kW (89 bhp) at 6,000 rpm   | 123 N⋅m (91 lb⋅ft) at 3,000 rpm  |
| 316       | 1980–1981 | Single     | M10 (M118) carb I4    | 66 kW (89 bhp) at 5,500 rpm   |                                  |
| 318       | 1975–1980 | Single     | M10 (M118) carb I4    | 72 kW (97 bhp)at 5800 rpm     | 143 N⋅m (105 lb⋅ft) at 4,000 rpm |
| 318i      | 1980–1981 | Single     | M10B18 injected I4    | 77 kW (103 bhp) at 5,800 rpm  | 148 N⋅m (109 lb⋅ft) at 4,500 rpm |
| 320       | 1975–1977 | Twin       | M10carb I4            | 80 kW (107 bhp) at 5,800 rpm  | 157 N⋅m (116 lb⋅ft) at 3,700 rpm |
| 320/6     | 1977–1982 | Twin       | M20B20 carb I6        | 90 kW (121 bhp) at 6,000 rpm  | 160 N⋅m (118 lb⋅ft) at 4,000 rpm |
| 320i      | 1975–1977 | Twin       | M10 (M64) injected I4 | 92 kW (123 bhp) at 5,700 rpm  | 172 N⋅m (127 lb⋅ft) at 4,350 rpm |
| 320i (US) | 1977–1979 | Twin       | M10B20 injected I4    | 81 kW (109 bhp) at 5,700 rpm  | 152 N⋅m (112 lb⋅ft) at 4,000 rpm |
| 320i (US) | 1980–1983 | Twin       | M10B18 injected I4    | 74 kW (99 bhp) at 5,800 rpm   | 135 N⋅m (100 lb⋅ft) at 4,500 rpm |
| 323i      | 1978–1982 | Twin       | M20B23 injected I6    | 105 kW (141 bhp) at 5,800 rpm | 190 N⋅m (140 lb⋅ft) at 4,500 rpm |